# Казак-хан Шамлы
Казак-хан Шамлы (азерб. Qazaq xan Şamlı; ум. 1618, Меручак, Гератское бейлярбейство, Сефевидское государство) — военный и политический деятель Сефевидского государства, правитель Меручака.

## Биография
Казак-хан был старшим из сыновей Хасан-хана Шамлы и скончался ещё при жизни отца. Он был хакимом (правителем) Меручака  и был убит во сне недовольными чагатайцами в 1618 году.